# Hélène (chanson de Julien Clerc)
Singles de Julien Clerc
L'Enfant au walkman
(1987) Les Aventures à l'eau
(1987)
Clip vidéo
[vidéo] « Hélène », sur YouTube
Hélène est une chanson de Julien Clerc, parue sur son album Les Aventures à l'eau. Elle est sortie en juin 1987 comme troisième single de l'album.

## Développement et composition
La chanson a été écrite par Julien Clerc et David McNeil. L'enregistrement a été produit par Mike Howlett.

## Liste des pistes
Single 7" 45 tours (1987, Virgin 109 197-100)
1. Hélène (3:39)
2. Avoir 15 ans (4:13)[1]

## Classements
| Classement (1987)                      | Meilleure position |
| -------------------------------------- | ------------------ |
| Belgique (Flandre Ultratop 50 Singles) | 2                  |
| France (SNEP)                          | 11                 |
| Pays-Bas (Nederlandse Top 40)          | 5                  |
| Pays-Bas (Nationale Hitparade)         | 8                  |

| Classement (1987)              | Position |
| ------------------------------ | -------- |
| Belgique (Flandre Ultratop)    | 25       |
| France (IFOP)                  | 57       |
| Pays-Bas (Nederlandse Top 40)  | 66       |
| Pays-Bas (Nationale Hitparade) | 60       |